# Чхве Мин Сик
Чхве Мин Сик (кор. 최민식?, 崔岷植?; род. 27 апреля 1962 года, Сеул) — южнокорейский актёр.

## Карьера в кино
Наряду с Сон Канхо, Чхве Мин Сик является одним из самых известных корейских актёров как у себя на родине, так и за рубежом. Чхве начал карьеру в качестве театрального актёра, после чего начал сниматься в фильмах. В 1999 году снялся в роли северокорейского агента в получившем большую известность фильме «Шири».
В 2000-е годы Чхве продолжал сниматься в разнообразных ролях: он сыграл гангстера в фильме «Файлан», а затем художника XIX века в «Штрихах огня». В 2003 году он сыграл О Дэ Су в получившем международное признание фильме «Олдбой».
В 2006 году Чхве Мин Сик вместе с другими корейскими актёрами и режиссёрами протестовал в Сеуле и на Каннском кинофестивале против решения Южной Кореи о сокращении временных квот на показ южнокорейских фильмов в стране со 146 до 73 дней.
В ноябре 2008 года, когда кинокомпания Universal подтвердила своё желание снять голливудскую адаптацию «Олдбоя», Чхве признался французским репортёрам, что он разочарован политикой Голливуда оказывать давление на азиатских и европейских режиссёров с целью создания ремейков иностранных фильмов в США. В 2010 году Чхве снялся в триллере Ким Чжи Уна «Я видел дьявола», сыграв маньяка-психопата.

## Фильмография
- Kuro Arirang (1989)
- Our Twisted Hero (1992)
- Sara Is Guilty (1993)
- No. 3 (1997)
- Тихая семья (1998)
- Шири (1999)
- Счастливый конец (1999)
- Файлан (2001)
- Штрихи огня (2002)
- Олдбой (2003)
- 38-я параллель (2004)
- Весна (2004)
- Кричащий кулак (2005)
- Сочувствие госпоже Месть (2005)

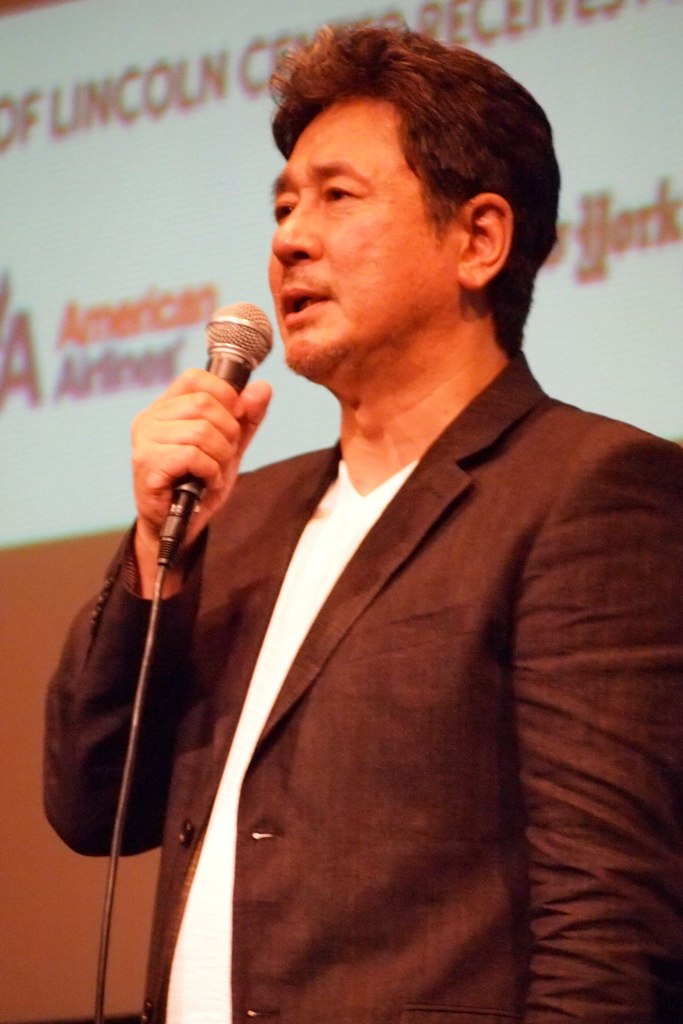
Чхве Мин Сик, июнь 2012 года

- Гималаи, там где живёт ветер (2008)
- Я видел дьявола (2010)
- Отважная Лифи (2011)
- Безымянный гангстер (2012)
- Новый мир (2013)
- Люси (2014)
- Битва за Мён Рян (2014)
- Тигр (2015)
- Мэр (2017)
- Молчание (2017)
- Битва при Фэнудун (2019)
- Астрономия (2019)
- Дорога к счастью (2021)
- Гений математики (2022)
- Проклятие «Зов могилы» (2024)